# نویکیرش (بادن-وورتمبرگ)
نویکیرش (به آلمانی: Neukirch) یک شهر در آلمان است که در بودنسیکرایس واقع شده‌است.